# (91) Egina
(91) Egina es un asteroide que forma parte del cinturón de asteroides y fue descubierto por Édouard Jean-Marie Stephan el 4 de noviembre de 1866 desde el observatorio de Marsella, Francia.
Está nombrado por Egina, un personaje de la mitología griega.

## Características orbitales
Egina está situado a una distancia media del Sol de 2,59 ua, pudiendo acercarse hasta 2,313 ua. Tiene una excentricidad de 0,1068 y una inclinación orbital de 2,107°. Emplea 1522 días en completar una órbita alrededor del Sol.